# Patinatge artístic als Jocs Olímpics d'hivern de 1988 - Dansa
Als Jocs Olímpics d'Hivern de 1988 celebrats a la ciutat de Calgary (Canadà) es disputà una prova de patinatge artístic sobre gel en categoria mixta per parelles en la modalitat de dansa que formà part del programa oficial dels Jocs.
La competició se celebrà entre els dies 21 i 23 de febrer de 1988 a les instal·lacions de l'Olympic Saddledome.

## Comitès participants
Hi participaren un total de 40 patindors de 8 comitès nacionals diferents.
| - Austràlia (2) - Àustria (2) - Canadà (6) - Estats Units (4) - França (4) - Hongria (2) - Itàlia (2) |  | - Japó (2) - Polònia (2) - RFA (2) - Regne Unit (2) - Txecoslovàquia (2) - Unió Soviètica (6) - R.P. de la Xina (2) |

## Resum de medalles
| Or                                                 | Argent                                              | Bronze                              |
| Unió Soviètica Natàlia Bestemiànova · Andrei Bukin | Unió Soviètica Marina Klímova · Serguei Ponomarenko | Canadà Tracy Wilson · Robert McCall |

## Resultats
| Posició | Nom                                   | CON             | CD | OD | FD | Pts. |
| ------- | ------------------------------------- | --------------- | -- | -- | -- | ---- |
| 1       | Natalya Bestemianova / Andrei Bukin   | Unió Soviètica  | 1  | 1  | 1  | 2.0  |
| 2       | Marina Klimova / Sergei Ponomarenko   | Unió Soviètica  | 2  | 2  | 2  | 4.0  |
| 3       | Tracy Wilson / Robert McCall          | Canadà          | 3  | 3  | 3  | 6.0  |
| 4       | Natalia Annenko / Genrikh Sretenski   | Unió Soviètica  | 4  | 4  | 4  | 8.0  |
| 5       | Kathrin Beck / Christoff Beck         | Àustria         | 5  | 5  | 5  | 10.0 |
| 6       | Suzanne Semanick / Scott Gregory      | Estats Units    | 6  | 6  | 6  | 12.0 |
| 7       | Klara Engi / Attila Toth              | Hongria         | 7  | 7  | 7  | 14.0 |
| 8       | Isabelle Duchesnay / Paul Duchesnay   | França          | 8  | 8  | 8  | 16.0 |
| 9       | Antonia Becherer / Ferdinand Becherer | RFA             | 9  | 9  | 9  | 18.0 |
| 10      | Lia Trovati / Roberto Pelizzola       | Itàlia          | 10 | 10 | 10 | 20.0 |
| 11      | Susan Wynne / Joseph Druar            | Estats Units    | 11 | 11 | 11 | 22.0 |
| 12      | Karyn Garossino / Rodney Garossino    | Canadà          | 12 | 12 | 12 | 24.0 |
| 13      | Sharon Jones / Paul Askham            | Regne Unit      | 13 | 13 | 13 | 26.0 |
| 14      | Corinne Paliard / Didier Courtois     | França          | 15 | 14 | 14 | 28.4 |
| 15      | Vera Rehakova / Ivan Havranek         | Txecoslovàquia  | 14 | 15 | 15 | 29.6 |
| 16      | Melanie Cole / Michael Farrington     | Canadà          | 16 | 16 | 16 | 32.0 |
| 17      | Horonata Gorna / Andrzej Dostatni     | Polònia         | 17 | 17 | 17 | 34.0 |
| 18      | Tomoko Tanaka / Hiroyuki Suzuki       | Japó            | 18 | 18 | 18 | 36.0 |
| 19      | Luyang Liu / Xiaolei Zhao             | R.P. de la Xina | 19 | 19 | 19 | 38.0 |
| 20      | Monica MacDonald / Rodney Clarke      | Austràlia       | 20 | 20 | 20 | 40.0 |